# Keisuke Hayashi
Keisuke Hayashi (født 25. juli 1988) er en japansk tidligere professionel fodboldspiller.
Han har spillet for flere forskellige klubber i sin karriere, herunder Vissel Kobe og Gainare Tottori.